# 鲁西北革命烈士陵园
鲁西北革命烈士陵园，当地俗称为丈八烈士陵园。地址位于中华人民共和国山东省聊城市莘县大王寨镇东丈八村的西北角。占地102亩。原为一座佛教寺庙（当地村落亦因此寺庙得名），1945年始建，是原冀南行署为纪念在抗日战争和第二次国共内战中牺牲的烈士而修建的。是鲁西北地区最大的烈士陵园。2022年公布为第六批山东省文物保护单位。
陵园建筑样式上，大门采用仿占式建筑，内有革命烈士纪念塔、纪念馆和烈士墓地等几部分。纪念塔原建于1945年，2007年倒塌后重建。高18米，为四层八角楼阁式古建筑，砖木结构，雕梁画栋，气势壮观，二层塔壁分别镶嵌着八面石碑，镌刻攻克莘县城记等碑文。塔内石壁上刻有牺牲烈士名录。塔北30米处是烈士纪念馆，陈列有部分烈士遗物、遗墨和遗像。及毛泽东、周恩来、朱德等人题匾。园中北面是烈士墓地，有萧永智、原鲁西北地委书记张炳元、原筑先纵队政治部主任史钦琛等著名烈士墓，掩映在松柏大树之内。
中国传统的清明节等时节，当地民众会在此处举行扫墓和纪念活动，也有附近学生参加。